# ヱヴァンゲリヲンと日本刀展
ヱヴァンゲリヲンと日本刀展（エヴァンゲリオンとにほんとうてん）とは、2012年に備前長船刀剣博物館より依頼を受けた一般社団法人全日本刀匠会事業部イベントプロデューサーの及川史朗氏が企画した、日本刀とアニメ「ヱヴァンゲリヲン新劇場版」のコラボレーション企画。日本刀とアニメファンの両方を集める盛況な開催状況により全国巡回の話が急浮上し、同年年末の三河武士のやかた家康館での開催を皮切りに日本全国の博物館で長期に渡り巡回展示した。
日本刀の刀匠が作り上げたロンギヌスの槍やプログレッシブナイフなどエヴァ仕様の刀18作品を展示する。「伝統的な技法にこだわりながらも試行錯誤を繰り返し、アニメーションの中で存在する新たな刀剣の世界を表現」し、エヴァンゲリオン関連だけでなく、古の名工の作品の展示や、フィギュアなどエヴァゲリオン関連の展示も行った。
地方博物館が企画したマニアックなテーマにもかかわらず、展示品の自由な撮影を許可したこともあり、当時はやり始めていたSNSで口コミが広まり人気が出た。

## 各地の展示記録
- 2012年7月14日（土）～9月17日（月・祝） 岡山県　備前長船刀剣博物館
- 2012年12月1日（土）～2013年2月17日（日） 愛知県　三河武士のやかた家康館
- 2013年2月27日（水）～3月30日（土） 広島県　大和ミュージアム
- 2013年4月5日（金）～5月17日（金） 北海道　サッポロファクトリー
- 2013年5月24日（金）～6月23日（日） 福岡県 西鉄ホール
- 2013年7月3日（水）～9月16日（月・祝） 大阪府 大阪歴史博物館
- 2013年9月21日（水）～11月11日（月） 岐阜県 関鍛冶伝承館
- 2013年11月23日（土）～12月23日（月・祝） 東京都 上野の森美術館
- 2014年2月8日（土）～3月23日（日） 岡山県 林原美術館
- 2014年4月30日（水曜日）～ 6月21日（土曜日）　　　パリ　国際交流基金 パリ日本文化会館
- 2014年7月5日（土曜日）～ 9月28日（日曜日）　マドリード　ABCミュージアム
- 2014年11月21日（金）～1月18日（日） 島根県 松江歴史館(松江城の隣)
- 2015年1月31日（土）～3月22日（日） 愛媛県 愛媛県美術館
- 2015年3月28日（土）～5月10日（日） 福井県 福井市立郷土歴史博物館
- 2015年6月13日（土）～7月26日（日） 静岡県 静岡ホビースクエア
- 2015年8月15日（土）～9月27日（日） 岩手県 岩手県民会館
- 2015年10月6日（火）～11月23日（月） 長野県 鉄の展示館(刀匠宮入行平の博物館)
- 2016年5月14日（土）～7月10日（日） 山口県 岩国美術館
- 2016年7月16日（土）～9月19日（月） 新潟県 新潟市マンガ・アニメ情報館
- 2017年5月13日（土）～7月20日（木） 三重県 伊勢安土桃山文化村
- 2017年7月27日（木）〜8月20日（日） 熊本県 県立美術館 分館
- 2017年9月30日（土）～12月3日（日） 広島県 広島県立歴史博物館（ふくやま草戸千軒ミュージアム）
- 2018年6月8日（金）～7月22日（日） 石川県 石川県立歴史博物館（いしかわ赤レンガミュージアム）
- 2019年4月13日（土）～5月12日（日）長崎県 佐世保市博物館島瀬美術センター
- 2019年6月15日（土）～8月25日（日） 愛知県 三河武士のやかた家康館
- 2019年8月30日（金）～9月9日（月）東京都 新宿タカシマヤ
- 2020年10月3日（土）～12月20日（日）京都府 東映太秦映画村（エヴァンゲリオン京都基地）

## 関連文献
- 全日本刀匠会事業部、角川書店 編『エヴァンゲリヲンと日本刀』角川書店、2012年7月。ISBN 978-4-04-110244-2。
- 国際交流基金 - 「ヱヴァンゲリヲンと日本刀」展、パリ、マドリードにて開催